# Gertrud von Le Fort
Gertrud Auguste Lina Elsbeth Mathilde Petrea Freiin von Le Fort (ur. 11 października 1876 w Minden, zm. 1 listopada 1971 w Oberstdorfie) – niemiecka pisarka katolicka, poetka i eseistka. Jedna z czołowych przedstawicielek katolickiej literatury niemieckiej.

## Życiorys

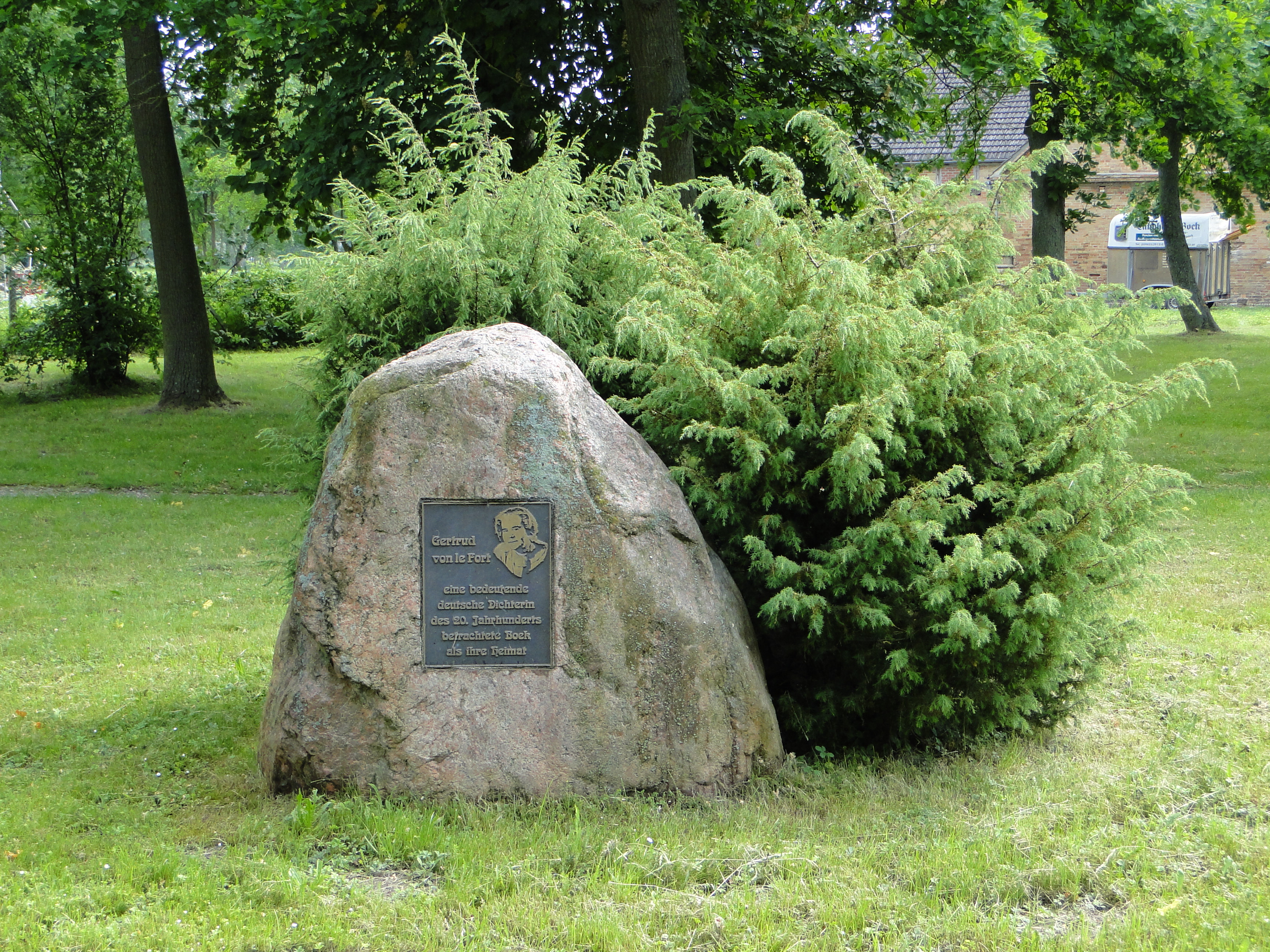
Kamień pamiątkowy na terenie Meklemburgii

Urodziła się w rodzinie protestanckiej. Jej ojciec był pruskim pułkownikiem. Studiowała teologię protestancką, historię, filozofię w Berlinie, Marburgu oraz Heidelbergu. W 1926 dokonała konwersji na katolicyzm. Jej debiut literacki nastąpił w wieku pięćdziesięciu lat i był związany z konwersją. W 1928 wydała pierwszą część pseudoautobiograficznej powieści Chusta Weroniki (niem. Das Schweißtuch der Veronika), zatytułowaną Rzymska fontanna (niem. Der römische Brunnen). W 1930 ukazała się jej powieść historyczna Papież z getta, a w 1931 opowiadanie Die Letzte am Schafott. To ostatnie osadzone było na motywach zgilotynowania karmelitanek z Compiègne przez rewolucjonistów francuskich (na jego podstawie Georges Bernanos napisał w 1948 dramat Dialogi karmelitanek, wykorzystany jako osnowa opery François Poulenca pod tym samym tytułem, a w 1960 było podstawą opowiadanie francusko-włoskiej ekranizacji). W 1938 wydała powieść historyczną, Gody magdeburskie, w 1960 wydaną w polskim tłumaczeniu Cecylii Lewandowskiej. W 1946 ukazał się Wieniec aniołów (niem. Der Kranz der Engel), stanowiący drugą część Chusty Weroniki. Powieść ta była napisana już w okresie III Rzeszy, jednak ze względów politycznych nie mogła się wówczas ukazać. Po 1946 napisała szereg opowiadań z akcją osadzoną w średniowieczu, które stanowiły duchowe i moralne rozliczenie z niemieckimi zbrodniami wojennymi oraz stosunkiem do nich katolików niemieckich. W Polsce ukazała się jedynie część z tych opowiadań, zatytułowana Córka Farinaty. Powieść Das fremde Kind z 1961 zawierała wątki polskie. Łącznie wydała około trzydzieści tytułów. Na przełomie lat 50. i 60. XX wieku siedem razy nominowano ją do literackiej Nagrody Nobla.

## Twórczość
Była pisarką humanizmu katolickiego, zafascynowaną Łaską Bożą, co nie przeszkadzało jej w zainteresowaniu światem i jego różnorodnością. Duża część jej prac ma podłoże historyczne (była miłośniczką Rzymu), jednak było ono głównie tłem do ukazania problemów duchowych i ponadczasowego chrześcijańskiego przesłania. Autorka ukazuje na tle uwarunkowań historycznych wewnętrzną przemianę bohaterów pod wpływem działania Boga.